# Bò Icelandic
Bò Iceland là một giống bò có nguồn gốc từ Iceland. Con bò đầu tiên được đưa đến đảo trong thời gian định cư của Iceland một ngàn năm trước. Bò Iceland là một giống đặc biệt đầy màu sắc với nhiều màu sắc và vết đốm. Bò Iceland đã bị cô lập về mặt di truyền trong nhiều thế kỷ, nhưng có liên quan chặt chẽ nhất với một giống bò ở Na Uy được gọi là Bò Blacksided Troender và bò Nordland. Không có giống bò nào được phép nhập khẩu vào Iceland, vì vậy chúng đã được bảo vệ bằng các biện pháp phòng bệnh nghiêm ngặt.
Bò Iceland là giống bò sữa có kích thước cơ thể nhỏ. Khoảng 95% cá thể bò bị cụt sừng cách tự nhiên, nhưng phần còn lại lại có sừng. Một con bò trung bình có thể sản xuất khoảng 6.000 kg sữa (13.200 lb) mỗi năm, với những con tốt nhất sản xuất 11.000 kg (24.300 lb). Chúng được chăn nuôi trong khoảng 8 tháng trong năm và được cho ăn chủ yếu trên cỏ khô, bổ sung ngũ cốc. Chúng được chăn thả bên ngoài vào mùa hè, và để kéo dài mùa sinh trưởng, cải bắp, củ cải, lúa mạch và yến mạch được trồng để làm thức ăn gia súc. Có ít hơn 30.000 con bò trên đảo và sữa của chúng được sử dụng để tạo ra một loại phô mai có vị bơ nhẹ.